# Elecciones municipales de 2024 en la Región de Tarapacá
Las elecciones municipales de 2024 en la Región de Tarapacá se realizaron los días 26 y 27 de octubre de 2024 para elegir a los responsables de la administración local, es decir, de las comunas. La región se compone de 7 comunas.
Estas elecciones serán las primeras elecciones municipales realizadas bajo el sistema de inscripción automática y voto obligatorio, luego de la promulgación de la Ley 21524 que restableció el voto obligatorio. Estas elecciones se realizarán paralelamente a las elecciones de gobernadores y consejeros regionales de la región, cargos creados por la Ley 21073 de 2018, y que fueron elegidos por primera vez en 2021 y 2013, respectivamente.

## Precandidaturas
| Pacto                                        | Partido                       | Candidatos |
| -------------------------------------------- | ----------------------------- | ---------- |
| B. Izquierda Ecologista Popular              | Independientes                | 1          |
| F. Partido Social Cristiano e Independientes | Partido Social Cristiano      | 3          |
| H. Contigo Chile Mejor                       | Partido Socialista de Chile   | 1          |
| H. Contigo Chile Mejor                       | Partido Demócrata Cristiano   | 2          |
| H. Contigo Chile Mejor                       | Partido por la Democracia     | 1          |
| H. Contigo Chile Mejor                       | Independientes                | 2          |
| P. Partido de la Gente e Independientes      | Independientes                | 2          |
| R. Centro Democrático                        | Demócratas                    | 2          |
| Z. Chile Vamos                               | Renovación Nacional           | 2          |
| Z. Chile Vamos                               | Unión Demócrata Independiente | 2          |
| Z. Chile Vamos                               | Independientes                | 2          |
| Candidaturas Independientes                  | Candidaturas Independientes   | 7          |
| Total de candidatos a alcalde                | Total de candidatos a alcalde | 27         |

## Provincia de Iquique

### Iquique

#### Alcalde
| Actual alcalde              | Mauricio Soria Macchiavello (Ind.) | Mauricio Soria Macchiavello (Ind.) | Mauricio Soria Macchiavello (Ind.) | Mauricio Soria Macchiavello (Ind.) | Mauricio Soria Macchiavello (Ind.) |
| Candidato                   | Pacto                              | Partido                            | Votos                              | %                                  | Resultado                          |
| --------------------------- | ---------------------------------- | ---------------------------------- | ---------------------------------- | ---------------------------------- | ---------------------------------- |
| Mauricio Soria Macchiavello | Contigo Chile Mejor                | Ind.                               | 45 113                             | 39,34                              | Alcalde                            |
| Ximena Naranjo Pinto        | Chile Vamos                        | Ind.                               | 38 554                             | 33,62                              |                                    |
| Felipe Rojas Andrade        | Partido Social Cristiano           | Ind.                               | 19 988                             | 17,43                              |                                    |
| Jorge Zavala Valenzuela     | Centro Democrático                 | DEM                                | 11 008                             | 9,60                               |                                    |

#### Concejales
| Candidato                   | Pacto                                            | Partido | Votos | %    | Resultado |
| --------------------------- | ------------------------------------------------ | ------- | ----- | ---- | --------- |
| Domingo Campodónico Saluzzi | Republicanos e Independientes                    | PRCh    | 5496  | 5,75 | Concejal  |
| Cristián Barra Fasciani     | Republicanos e Independientes                    | PRCh    | 5436  | 5,69 | Concejal  |
| Washington Santos Aros      | Verdes Liberales por una Comuna Segura           | FRVS    | 5390  | 5,64 | Concejal  |
| Martín Lonza Munizaga       | Chile Vamos UDI-Evópoli e Independientes         | Ind-UDI | 3309  | 3,46 | Concejal  |
| Néstor Jofré Cáceres        | Chile Vamos Renovación Nacional - Independientes | RN      | 2827  | 2,96 | Concejal  |
| Washington Maldonado Maya   | Chile Mucho Mejor                                | Ind-PS  | 2368  | 2,48 | Concejal  |
| Sebastián Vergara Alfaro    | Por Chile, Seguimos                              | AH      | 2364  | 2,47 | Concejal  |
| Rodrigo Oliva Vicentelo     | Por Chile, Seguimos                              | FA      | 2072  | 2,17 | Concejal  |
| Roxana Vigueras Cherres     | Verdes Liberales por una Comuna Segura           | PL      | 1952  | 2,04 | Concejal  |
| Carolina Valdés Díaz        | Partido de la Gente e Independientes             | PDG     | 1330  | 1,39 | Concejal  |

### Alto Hospicio

#### Alcalde
| Actual alcalde              | Patricio Ferreira Rivera (DC) | Patricio Ferreira Rivera (DC) | Patricio Ferreira Rivera (DC) | Patricio Ferreira Rivera (DC) | Patricio Ferreira Rivera (DC) |
| Candidato                   | Partido                       | Pacto                         | Votos                         | %                             | Resultado                     |
| --------------------------- | ----------------------------- | ----------------------------- | ----------------------------- | ----------------------------- | ----------------------------- |
| Patricio Ferreira Rivera    | Contigo Chile Mejor           | DC                            | 20 946                        | 40,98                         | Alcalde                       |
| Ramón Galleguillos Castillo | Chile Vamos                   | RN                            | 18 557                        | 36,31                         |                               |
| Fernando Ortega Ortega      | Partido Social Cristiano      | PSC                           | 5837                          | 11,42                         |                               |
| Tanya Precilla Cruz         | Independiente                 | Ind.                          | 5773                          | 11,29                         |                               |

#### Concejales
| Candidato                    | Pacto                                            | Partido | Votos | %    | Resultado |
| ---------------------------- | ------------------------------------------------ | ------- | ----- | ---- | --------- |
| Gabriel Orellana Aros        | Republicanos e Independientes                    | PRCh    | 2513  | 6,05 | Concejal  |
| Alejandra Becerra Cantillano | Chile Mucho Mejor                                | DC      | 2398  | 5,78 | Concejal  |
| José Astorga Verdugo         | Chile Vamos Renovación Nacional - Independientes | RN      | 2048  | 4,93 | Concejal  |
| Tomás Soto Díaz              | Chile Mucho Mejor                                | PPD     | 1949  | 4,70 | Concejal  |
| Lilibeth Choque Mamani       | Por Chile, Seguimos                              | AH      | 1268  | 3,06 | Concejal  |
| Joshua Fernández Olivares    | Partido Social Cristiano e Independientes        | Ind-PSC | 1188  | 2,86 | Concejal  |

## Provincia de Tamarugal

### Pozo Almonte

#### Alcalde
| Actual alcalde            | Richard Godoy Aguirre (DC)   | Richard Godoy Aguirre (DC) | Richard Godoy Aguirre (DC) | Richard Godoy Aguirre (DC) | Richard Godoy Aguirre (DC) |
| Candidato                 | Pacto                        | Partido                    | Votos                      | %                          | Resultado                  |
| ------------------------- | ---------------------------- | -------------------------- | -------------------------- | -------------------------- | -------------------------- |
| Richard Godoy Aguirre     | Contigo Chile Mejor          | DC                         | 5619                       | 61,78                      | Alcalde                    |
| Giovana Poveda Pempelfort | Chile Vamos                  | RN                         | 1624                       | 17,86                      |                            |
| José Muñoz Cáceres        | Independientes               | Ind.                       | 1410                       | 15,50                      |                            |
| Carlos Smith Pascal       | Izquierda Ecologista Popular | POP                        | 231                        | 2,54                       |                            |
| Juan Cortés Rojas         | Independientes               | Ind.                       | 211                        | 2,32                       |                            |

### Camiña

#### Alcalde
| Actual alcalde         | Evelyn Mamani Viza (Ind.) | Evelyn Mamani Viza (Ind.) | Evelyn Mamani Viza (Ind.) | Evelyn Mamani Viza (Ind.) | Evelyn Mamani Viza (Ind.) |
| Candidato              | Pacto                     | Partido                   | Votos                     | %                         | Resultado                 |
| ---------------------- | ------------------------- | ------------------------- | ------------------------- | ------------------------- | ------------------------- |
| Evelyn Mamani Viza     | Independiente             | Ind.                      | 997                       | 42,19                     | Alcaldesa                 |
| Sandra Challapa Mamani | Partido Social Cristiano  | PSC                       | 877                       | 37,11                     |                           |
| Mónica Chamaca Castro  | Chile Vamos               | Ind.                      | 489                       | 20,69                     |                           |

### Colchane

#### Alcalde
| Actual alcalde        | Javier García Choque (DEM) | Javier García Choque (DEM) | Javier García Choque (DEM) | Javier García Choque (DEM) | Javier García Choque (DEM) |
| Candidato             | Pacto                      | Partido                    | Votos                      | %                          | Resultado                  |
| --------------------- | -------------------------- | -------------------------- | -------------------------- | -------------------------- | -------------------------- |
| Teófilo Mamani García | Independiente              | Ind.                       | 746                        | 36,02%                     | Alcalde                    |
| Javier García Choque  | Centro Democrático         | DEM                        | 691                        | 33,37%                     |                            |
| Rosauro García Choque | Independiente              | Ind.                       | 384                        | 18,54%                     |                            |
| Juan Choque Mamani    | Partido de la Gente        | Ind.                       | 235                        | 11,35%                     |                            |
| Kiara Aliaga Calderón | Contigo Chile Mejor        | PS                         | 15                         | 0,72%                      |                            |

### Huara

#### Alcalde
| Actual alcalde         | José Bartolo Vinaya (UDI) | José Bartolo Vinaya (UDI) | José Bartolo Vinaya (UDI) | José Bartolo Vinaya (UDI) | José Bartolo Vinaya (UDI) |
| Candidato              | Pacto                     | Partido                   | Votos                     | %                         | Resultado                 |
| ---------------------- | ------------------------- | ------------------------- | ------------------------- | ------------------------- | ------------------------- |
| José Bartolo Vinaya    | Chile Vamos               | UDI                       | 1934                      | 66,78                     | Alcalde                   |
| Samuel Cayo Flores     | Contigo Chile Mejor       | Ind.                      | 869                       | 30,01                     |                           |
| Williams Mamani Ticuna | Independiente             | Ind.                      | 93                        | 3,21                      |                           |

### Pica

#### Alcalde
| Actual alcalde      | Iván Infante Chacón (Ind.) | Iván Infante Chacón (Ind.) | Iván Infante Chacón (Ind.) | Iván Infante Chacón (Ind.) | Iván Infante Chacón (Ind.) |
| Candidato           | Pacto                      | Partido                    | Votos                      | %                          | Resultado                  |
| ------------------- | -------------------------- | -------------------------- | -------------------------- | -------------------------- | -------------------------- |
| Iván Infante Chacón | Chile Vamos                | Ind.                       | 2736                       | 52,95                      | Alcalde                    |
| Juan Godoy Apala    | Contigo Chile Mejor        | Ind.                       | 2431                       | 47,05                      |                            |